# 居集镇
居集镇，是中华人民共和国甘肃省临夏回族自治州积石山保安族东乡族撒拉族自治县下辖的一个乡镇级行政单位。

## 行政区划
居集镇下辖以下地区：
居集社区、深沟村、田家村、居集村、茨滩村、甘藏村、红崖村、业卜湾村、强滩村和劳动村。